# Myurium rufescens
Myurium rufescens là một loài Rêu trong họ Myuriaceae. Loài này được (Reinw. & Hornsch.) M. Fleisch. miêu tả khoa học đầu tiên năm 1908.